# Sukomulyo (Lamongan)
Sukomulyo is een bestuurslaag in het regentschap Lamongan van de provincie Oost-Java, Indonesië. Sukomulyo telt 7620 inwoners (volkstelling 2010).